# 藤沢市立明治中学校
藤沢市立明治中学校（ふじさわしりつ めいじちゅうがっこう）は、神奈川県藤沢市にある公立中学校。

## 概要
藤沢市の西側（辻堂）に位置する。主に、明治小学校・八松小学校・羽鳥小学校の卒業生が入学する。明中と略称される。同名の市立明治小とは離れた場所に所在する。

## 沿革
- 1947年5月1日 - 開校
- 1948年11月1日 - 現在地に移転
- 1952年12月5日 - 校歌制定
- 1973年4月1日 - 社会福祉研究普及校に指定される
- 1974年12月7日 - 神奈川県中高新聞コンクールにて明中新聞が優秀賞を受賞
- 1988年12月 - 科学部が第23回全国鳥獣保護実績発表大会文部大臣賞奨励賞を受賞

## 進学前小学校
- 藤沢市立明治小学校（一部は藤沢市立羽鳥中学校へ）
- 藤沢市立八松小学校
- 藤沢市立羽鳥小学校（一部は藤沢市立羽鳥中学校へ）

## 学校行事
| - 4月 始業式、入学式 - 5月 運動会、修学旅行(3年) - 6月 生徒総会、ふれあい体験(2年) | - 7月 - 8月 - 9月 文化祭 | - 10月 合唱祭 - 11月 同窓会行事 - 12月 | - 1月 - 2月 - 3月 卒業式、修了式 |

## 部活動
- 運動系
  - バレーボール部
  - 陸上競技部
  - ソフトボール部
  - ソフトテニス部
  - 野球部
  - サッカー部
  - 剣道部
  - バスケットボール部
  - 卓球部
- 文化系
  - 家庭部
  - 美術部
  - 写真部
  - 科学部
  - 吹奏楽部
  - 歴史研究部

## 著名な出身者
- 中居正広（元SMAP・元タレント）
- 若松歩実（元バレーボール選手）
- 関口拓真（ロードレース選手）
- 志田彩良（女優）